# Kapitola
Kapitola (z lat. capitulum, hlavička) je větší oddíl rozsáhlého písemného díla (knihy, zákona a pod.), který se může dále dělit na podkapitoly, odstavce, paragrafy a podobně. Podle ČSN je to „číslovaná a/nebo názvem označená část psaného dokumentu, která obvykle tvoří samostatný celek, ale ve vztahu k částem které jí předcházejí anebo po ní následují.“

U rozsáhlejších právních textů se místo označení kapitola užívá český ekvivalent „hlava“. Na kapitoly se člení také státní rozpočet.

## Popis
Kapitola je typograficky výrazně oddělena a obvykle začíná na nové stránce. Dělení na kapitoly se užívá u krásné literatury (beletrie), kde se kapitoly někdy číslují a obvykle mají své názvy. U krásné literatury má členění na kapitoly také stylistický význam. V odborné literatuře se kapitoly zpravidla číslují, aby se v knize lépe hledalo a dalo se na její části odkazovat a někdy se také opatřují názvy. Seznam kapitol tvoří obsah knihy a umísťuje se buď na začátek nebo na konec knihy.

## Historie
Ve starověku, dokud se psalo na svitky s poměrně omezeným rozsahem, se rozsáhlé spisy členily na jednotlivé knihy, tj. svitky. Když v pozdním starověku převládla vázaná kniha (kodex), části spisů se dále označovaly jako „knihy“. Označení kapitola se objevilo ve vrcholném středověku a ve 13. století rozdělil kardinál Stephen Langton, arcibiskup canterburský i jednotlivé biblické knihy na kapitoly; jeho rozdělení se užívá dodnes. Pomocí kapitol se na jednotlivé části knihy odkazovalo, neboť odkaz na stránku by u rukopisu neměl smysl. Odkazování na stránku se zavedlo teprve u tištěných knih, kde jsou všechny exempláře určitého vydání stránkovány stejně.